# 三縣一局時代
三縣一局時代（日语：さんけんいっきょくじだい）是北海道歷史上介於1882年到1886年期間的一個時代。
此時代始於1882年2月8日，日本政府廢除開拓使，在北海道內分別設立函館縣、札幌縣、根室縣三個縣，同時農商務省也設立北海道事業管理局統籌整個北海道的事務；1886年1月26日，日本政府廢除這三縣及事業管理局，改設立由內務省直轄的北海道廳統一管理整個北海道。

## 歷史
日本政府在19世紀為了開發北海道，於1869年設立了開拓使負責北海道的開發工作，1872年更規劃了總額達1,000萬日圓為期十年的開拓使十年計畫，並招募外國人引入西方技術協助北海道開發。
開拓史的十年計劃在1882年期滿後，便依據原本的計畫廢止北海道開拓使，改設立與日本其他地方相同的地方行政制度「縣」；因此在原本北海道開拓使的札幌本廳、函館支廳、根室支廳這三個地方設立札幌縣、函館縣、根室縣。同時為了讓中央政府可以繼續協助整個北海道的開發工作，設立了由農商務省負責的北海道事業管理局。但由於當時北海道的人口密度非常低，當時這三個縣並沒有像日本其他的縣設立縣議會及次級行政組織郡役所。
不過中央政府在實施新制度之後發現，當時北海道的人口過於集中在函館縣，1886年時全北海道人口約為26.5萬人，其中有多達15.1萬人位於函館縣，而最偏遠的根室縣僅有1.7萬人，這讓三個縣以及北海道事業管理局這四個單位的開發方針無法一致；因此中央政府決定將這三縣一局整併為由內務省負責管轄的北海道廳，統一管理整個北海道的所有事務。

## 三縣概要
函館縣
管轄範圍包括渡島國、後志國部分地區和胆振國山越郡。
札幌縣
管轄範圍包括石狩國、天鹽國、十勝國、日高國和後志國、胆振國、北見國部分地區。
根室縣
管轄範圍包括根室國、釧路國、千島國全境和北見國部分地區。

## 外部連結
- 北海道土木行政110周年シリーズ（页面存档备份，存于）